# Synallaxe albane
Synallaxis albescens
Espèce
Répartition géographique
Statut de conservation UICN

 LC  : Préoccupation mineure
Le Synallaxe albane (Synallaxis albescens) est une espèce de passereaux de la famille des Furnariidae.

## Répartition et sous-espèces
Selon la classification de référence du Congrès ornithologique international (15.1, 2025) il se répartit en douze sous-espèces (ordre phylogénique) :
- S. a. latitabunda (Bangs, 1907) — du Costa Rica au nord-ouest de la Colombie ;
- S. a. insignis (Zimmer, 1935) — Colombie et ouest du Venezuela ;
- S. a. occipitalis (Madarasz, 1903) — serranía de Perijá ;
- S. a. littoralis (Todd, 1948) — littoral nord de la Colombie ;
- S. a. perpallida (Todd, 1916) — Colombie et Venezuela ;
- S. a. nesiotis (Clark, 1902) — péninsule de Guajira aux bords du lac Maracaibo ;
- S. a. trinitatis (Zimmer, 1935) est du Venezuela et à Trinité ;
- S. a. josephinae (Chubb, 1919) — centre/ouest du plateau des Guyanes ;
- S. a. inaequalis (Zimmer, 1935) — Guyane, delta de l'Amazone et à l'ouest jusqu'à l'extrême sud de la Colombie ;
- S. a. albescens (Temminck, 1823) — centre/est du Brésil, est du Paraguay et selva misionera (es) ;
- S. a. australis (Zimmer, 1935) — de l'extrême est du Pérou à l'ouest du Paraguay et de l'Uruguay.